# Так (провинция)
Так (тайск. ตาก) — одна из 77-и провинций Таиланда, располагается на западе страны вдоль границы с Мьянмой.
Население — 514 259 человек (2010), проживающих на территории 16 406,6 км².
Административный центр — город Так, провинция разделяется на 9 ампхое.

## Административное деление

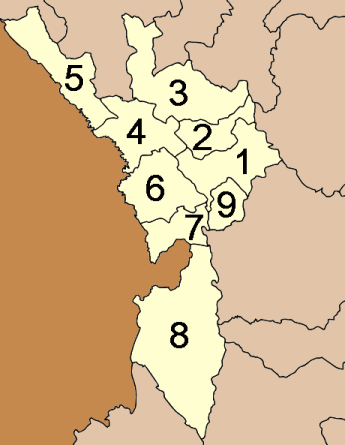
Административное деление провинции Так

Провинция подразделяется на 9 районов (ампхе), которые, в свою очередь, состоят из 63 подрайонов (тамбон) и 493 поселений (мубан).
1. Mueang Tak
2. Ban Tak
3. Sam Ngao
4. Mae Ramat
5. Tha Song Yang
6. Phop Phra
7. Umphang
8. Wang Chao

## Галерея

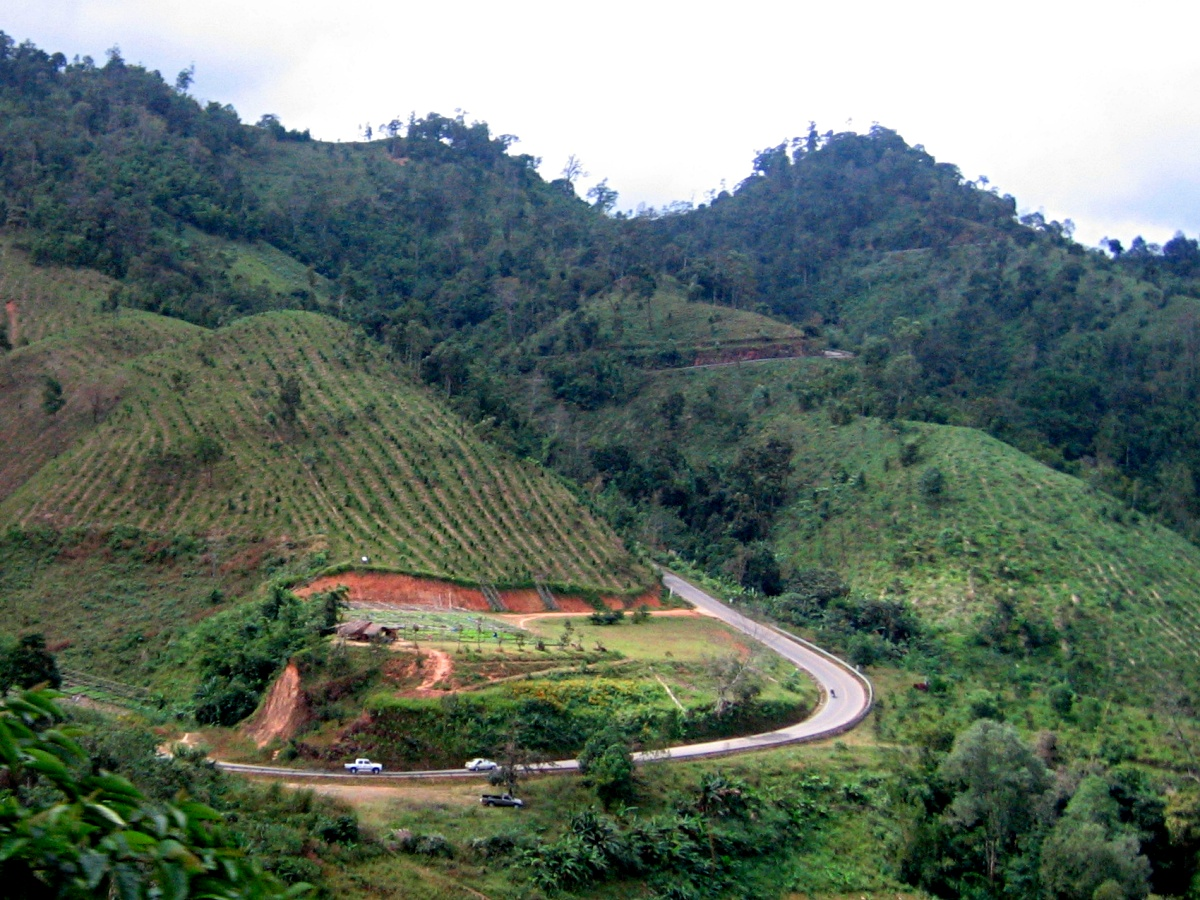
Земледелие на террасах в провинции Так
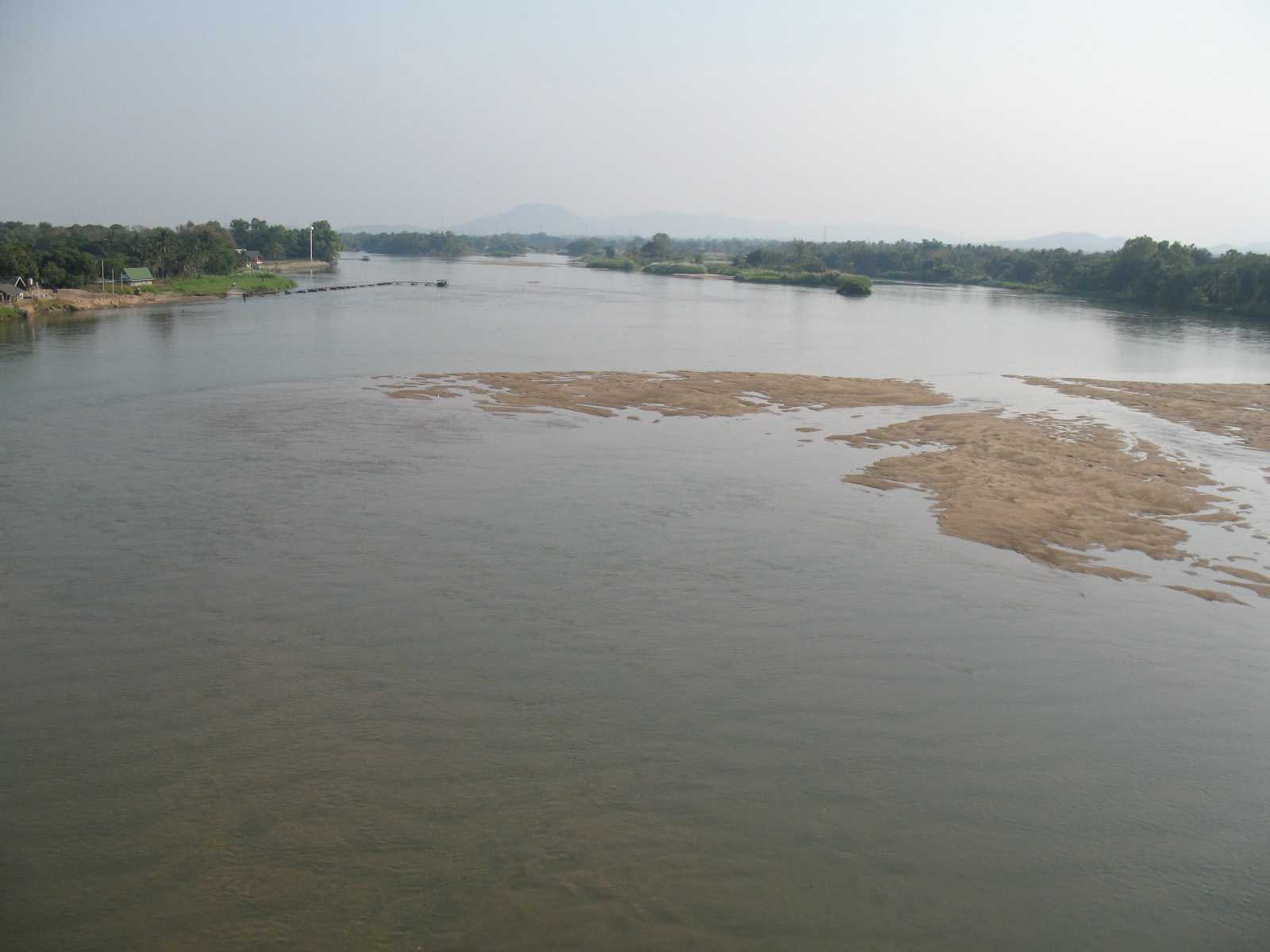
Река Пинг в провинции Так
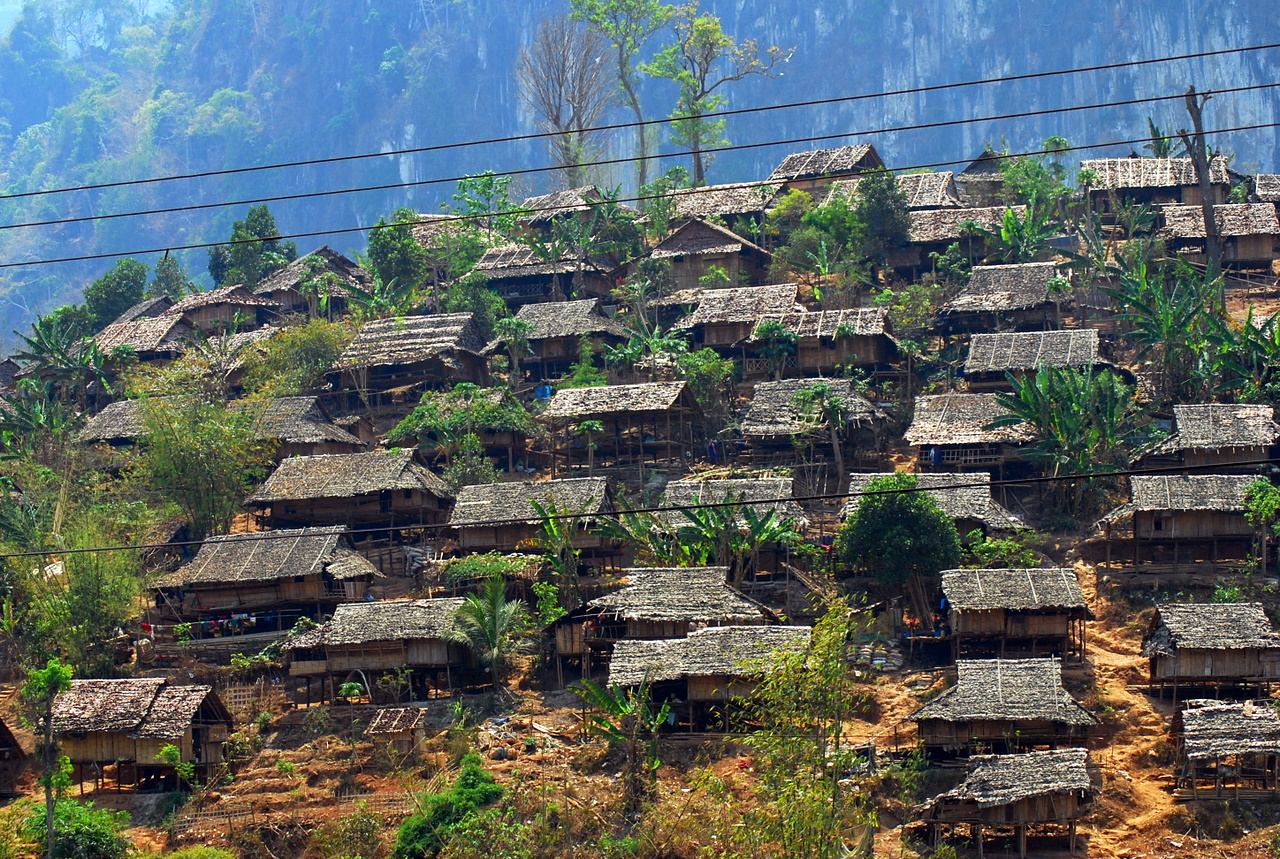
Лагерь беженцев в провинции Так
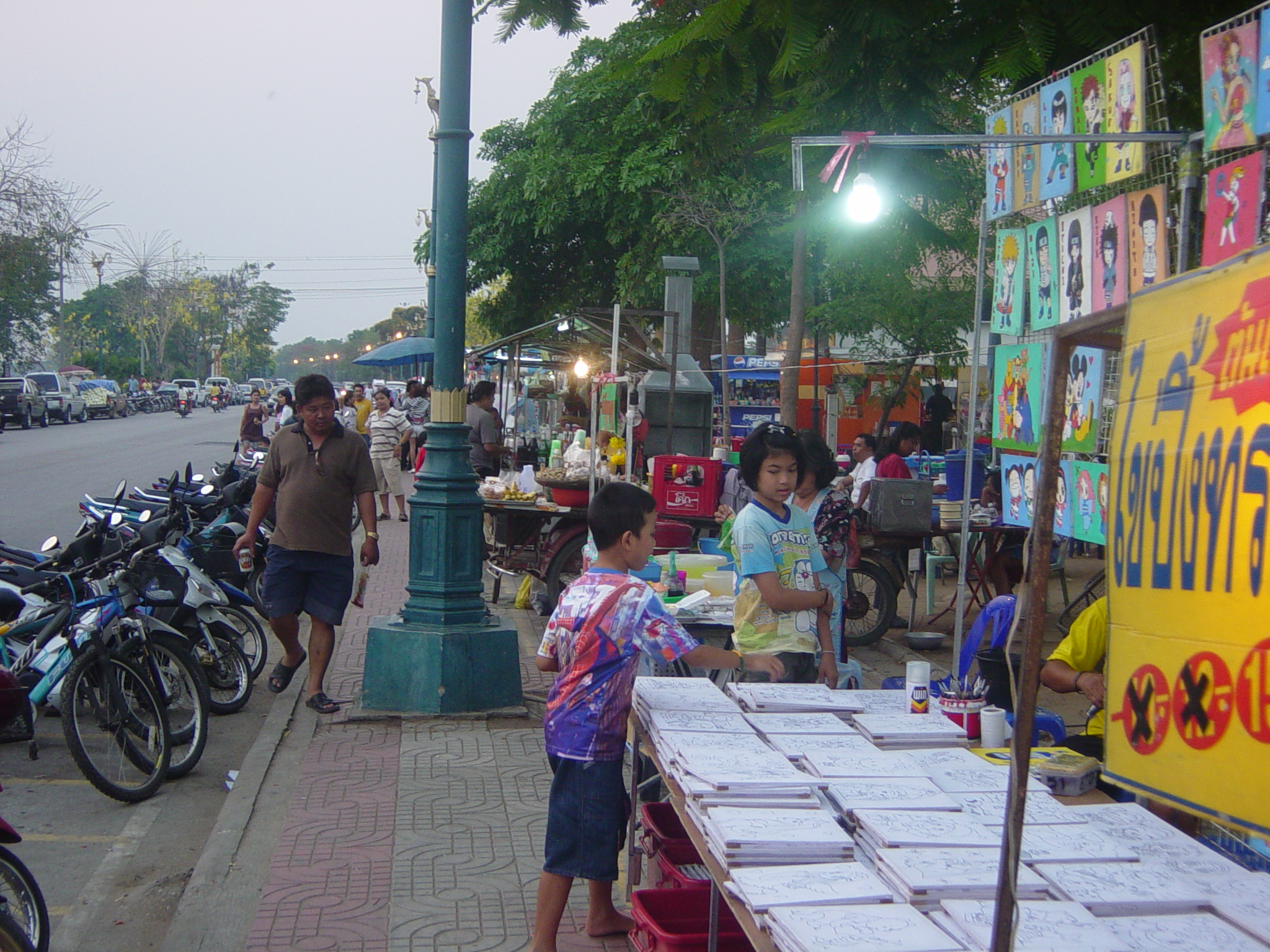
Восточный базар в провинции Так